# Ракоци

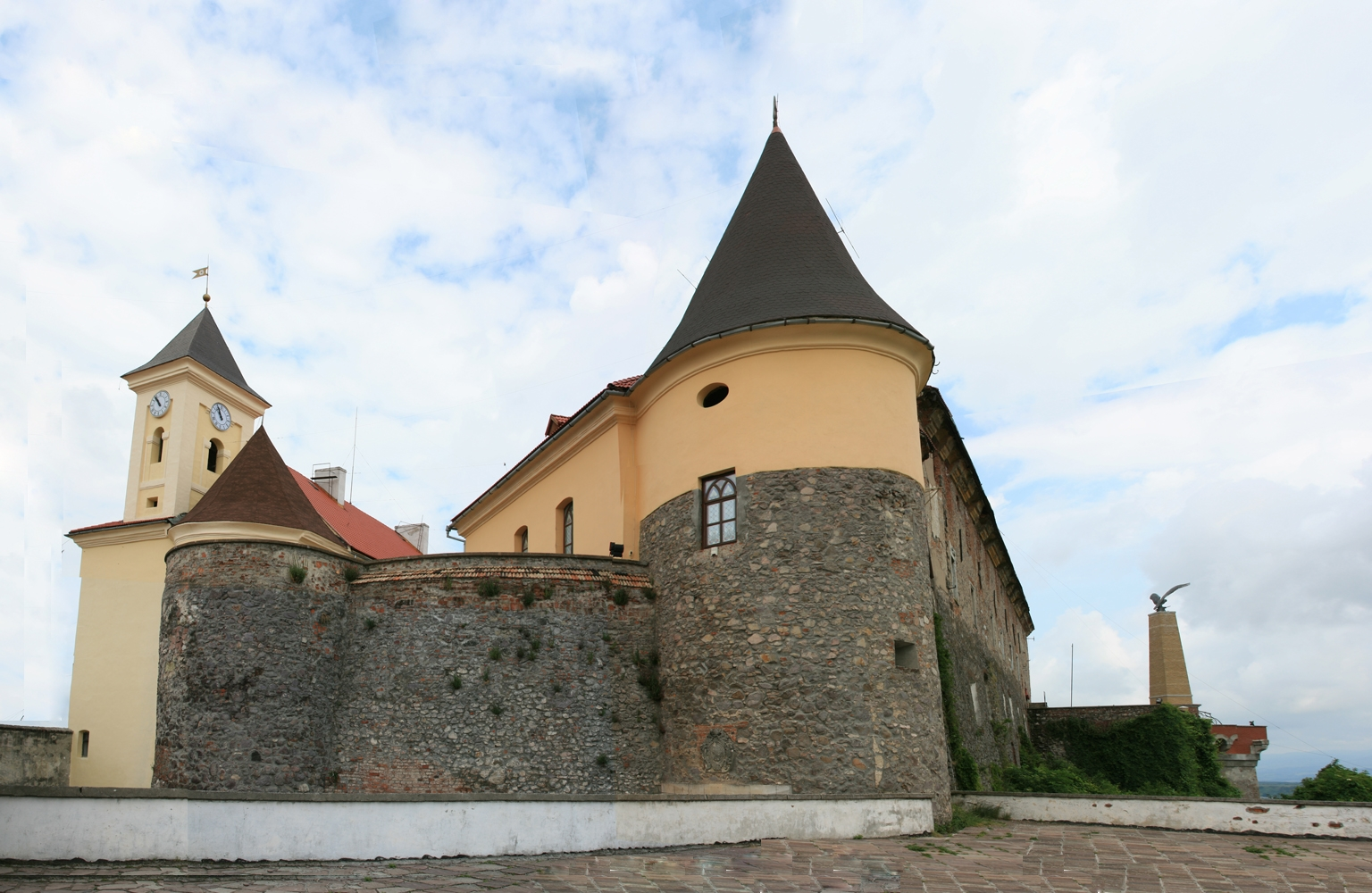
Замок Паланок — столица владений Ракоци в Закарпатье с 1633 по 1711 гг.

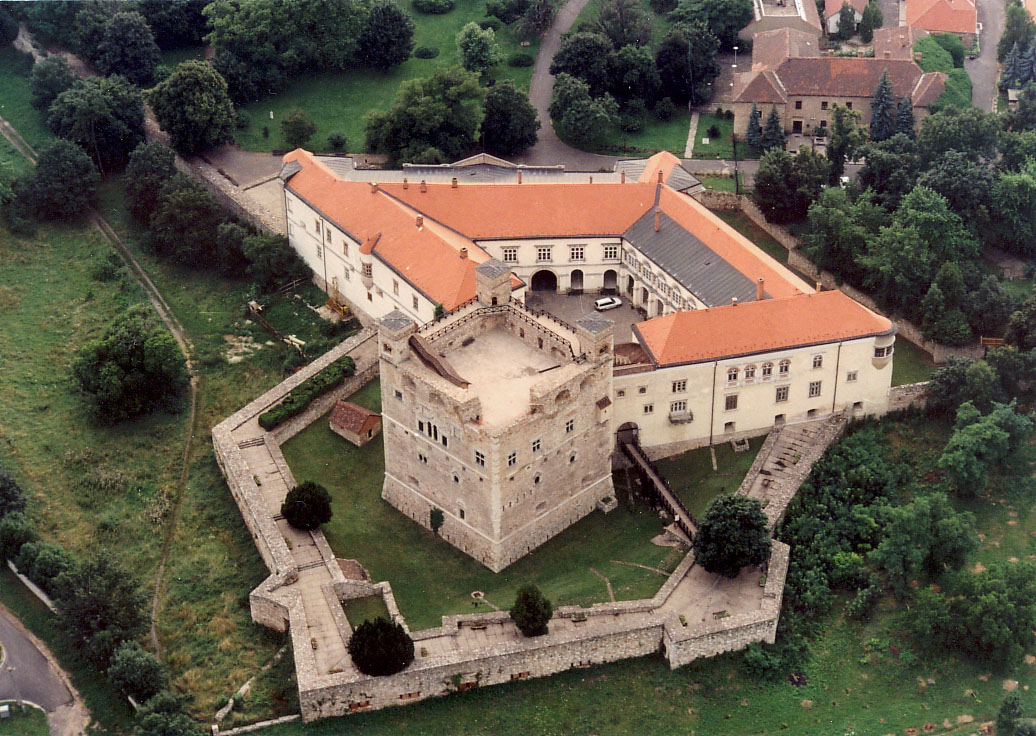
Ренессансный замок Ракоци в Шарошпатаке

Ракоци (Rákóczi) — угасший трансильванский род секейского происхождения, принявший кальвинизм и игравший большую роль в судьбах Трансильвании и Венгрии XVII и начала XVIII веков.
Первые упоминания о Ракоци историки находят в документах, помеченных XIII веком. Род держался в тени фамилий Хуньяди и Батори до тех пор, пока в 1607 году Жигмонд Ракоци (1544—1608), сподвижник Бочкая и заместитель его во время его отсутствия из Трансильвании, не был против своей воли выбран трансильванским князем. Уже в следующем году он вынужден был отказаться от власти, но начало взлёту рода было положено.
После Жигмонда трансильванский престол занимали его потомки — представители четырёх поколений рода Ракоци:
- Дьёрдь I Ракоци (1593—1648) — сын Жигмонда, князь Трансильвании (1630—48);
- Дьёрдь II Ракоци (1615—1660) — сын предыдущего, князь Трансильвании (1648—60; с перерывами);
- Ференц I Ракоци (1645—1676) — сын предыдущего, деятельный участник заговора магнатов, избран на княжеский престол, фактически не правил;
- Ференц II Ракоци (1676—1735) — сын предыдущего, последний князь Трансильвании (1705—11), предводитель национально-освободительной войны венгерского народа.

После поражения Ференца II огромные владения рода Ракоци были конфискованы Габсбургами. Его сын Дьёрдь умер во французском изгнании в 1756 году бездетным; на этом род Ракоци угас.
|                                                                        |                                                                        |                                                                        |                                                                       |                                                                       |                                                                                          |                                                                                          |                                                                                          |                                                                                          |                                                                                |                                                                                     |                                                                                     |                                                                                     |                                                                                |                                        |  |
| Янош Ракоци                                                            | Янош Ракоци                                                            |                                                                        |                                                                       | Шара Немети                                                           | Шара Немети                                                                              |                                                                                          | Николай Шубич-Зринский (1508 — 8 сентября 1566)                                          | Николай Шубич-Зринский (1508 — 8 сентября 1566)                                          | Николай Шубич-Зринский (1508 — 8 сентября 1566)                                | Николай Шубич-Зринский (1508 — 8 сентября 1566)                                     |                                                                                     | Катарина Франкопан (ум. 1561)                                                       | Катарина Франкопан (ум. 1561)                                                  | Катарина Франкопан (ум. 1561)          |  |
|                                                                        |                                                                        |                                                                        |                                                                       |                                                                       |                                                                                          |                                                                                          |                                                                                          |                                                                                          |                                                                                |                                                                                     |                                                                                     |                                                                                     |                                                                                |                                        |  |
|                                                                        |                                                                        |                                                                        |                                                                       |                                                                       |                                                                                          |                                                                                          |                                                                                          |                                                                                          |                                                                                |                                                                                     |                                                                                     |                                                                                     |                                                                                |                                        |  |
| Жигмонд Ракоци (1544, Фелшевадас — 5 декабря 1608, Фелшевадас)         | Жигмонд Ракоци (1544, Фелшевадас — 5 декабря 1608, Фелшевадас)         | Жигмонд Ракоци (1544, Фелшевадас — 5 декабря 1608, Фелшевадас)         | Жигмонд Ракоци (1544, Фелшевадас — 5 декабря 1608, Фелшевадас)        | Анна Геренди                                                          | Анна Геренди                                                                             | Анна Геренди                                                                             | Джуро Зринский IV (13 апреля 1549 — 4 мая 1603, Веп)                                     | Джуро Зринский IV (13 апреля 1549 — 4 мая 1603, Веп)                                     | Джуро Зринский IV (13 апреля 1549 — 4 мая 1603, Веп)                           | Джуро Зринский IV (13 апреля 1549 — 4 мая 1603, Веп)                                | графиня Жофия Штубенберг                                                            | графиня Жофия Штубенберг                                                            | графиня Жофия Штубенберг                                                       | графиня Жофия Штубенберг               |  |
|                                                                        |                                                                        |                                                                        |                                                                       |                                                                       |                                                                                          |                                                                                          |                                                                                          |                                                                                          |                                                                                |                                                                                     |                                                                                     |                                                                                     |                                                                                |                                        |  |
|                                                                        |                                                                        |                                                                        |                                                                       |                                                                       |                                                                                          |                                                                                          |                                                                                          |                                                                                          |                                                                                |                                                                                     |                                                                                     |                                                                                     |                                                                                |                                        |  |
| Дьёрдь Ракоци I (8 июня 1593, Серенч — 11 октября 1648, Дьюлафехервар) | Дьёрдь Ракоци I (8 июня 1593, Серенч — 11 октября 1648, Дьюлафехервар) | Дьёрдь Ракоци I (8 июня 1593, Серенч — 11 октября 1648, Дьюлафехервар) |                                                                       | Жужана Лорантфи (1600, Онод — 18 апреля 1660, Шарошпатак)             | Жужана Лорантфи (1600, Онод — 18 апреля 1660, Шарошпатак)                                | Жужана Лорантфи (1600, Онод — 18 апреля 1660, Шарошпатак)                                |                                                                                          | Джуро Зринский V (31 января 1599, Чакторня — 18 декабря, 1626 Братислава)                | Джуро Зринский V (31 января 1599, Чакторня — 18 декабря, 1626 Братислава)      | Джуро Зринский V (31 января 1599, Чакторня — 18 декабря, 1626 Братислава)           |                                                                                     | Римасечи Магдолна Сечи                                                              | Римасечи Магдолна Сечи                                                         | Римасечи Магдолна Сечи                 |  |
|                                                                        |                                                                        |                                                                        |                                                                       |                                                                       |                                                                                          |                                                                                          |                                                                                          |                                                                                          |                                                                                |                                                                                     |                                                                                     |                                                                                     |                                                                                |                                        |  |
|                                                                        |                                                                        |                                                                        |                                                                       |                                                                       |                                                                                          |                                                                                          |                                                                                          |                                                                                          |                                                                                |                                                                                     |                                                                                     |                                                                                     |                                                                                |                                        |  |
| Дьёрдь Ракоци II (30 января 1621, Шарошпатак — 7 июня 1660, Надьварад) | Дьёрдь Ракоци II (30 января 1621, Шарошпатак — 7 июня 1660, Надьварад) | Дьёрдь Ракоци II (30 января 1621, Шарошпатак — 7 июня 1660, Надьварад) |                                                                       | Жофия Батори (1629, Шомьё — 14 июня 1680, Мункач)                     | Жофия Батори (1629, Шомьё — 14 июня 1680, Мункач)                                        | Жофия Батори (1629, Шомьё — 14 июня 1680, Мункач)                                        |                                                                                          | Петр IV Зринский (6 июня, 1621 Врбовец — 30 апреля 1671, Бечуйхель)                      | Петр IV Зринский (6 июня, 1621 Врбовец — 30 апреля 1671, Бечуйхель)            | Петр IV Зринский (6 июня, 1621 Врбовец — 30 апреля 1671, Бечуйхель)                 |                                                                                     | Каталин Франкопан (ум. 16 ноября 1673)                                              | Каталин Франкопан (ум. 16 ноября 1673)                                         | Каталин Франкопан (ум. 16 ноября 1673) |  |
|                                                                        |                                                                        |                                                                        |                                                                       |                                                                       |                                                                                          |                                                                                          |                                                                                          |                                                                                          |                                                                                |                                                                                     |                                                                                     |                                                                                     |                                                                                |                                        |  |
|                                                                        |                                                                        |                                                                        |                                                                       |                                                                       |                                                                                          |                                                                                          |                                                                                          |                                                                                          |                                                                                |                                                                                     |                                                                                     |                                                                                     |                                                                                |                                        |  |
|                                                                        | Ференц Ракоци I (24 февраля 1645, Дьюлафехервар — 8 июля 1676, Зборо)  | Ференц Ракоци I (24 февраля 1645, Дьюлафехервар — 8 июля 1676, Зборо)  | Ференц Ракоци I (24 февраля 1645, Дьюлафехервар — 8 июля 1676, Зборо) | Ференц Ракоци I (24 февраля 1645, Дьюлафехервар — 8 июля 1676, Зборо) |                                                                                          |                                                                                          |                                                                                          | Илона Зринская (1643, Очай, Хорватия — 18 февраля 1703, Никомедия, Малая Азия)           | Илона Зринская (1643, Очай, Хорватия — 18 февраля 1703, Никомедия, Малая Азия) | Илона Зринская (1643, Очай, Хорватия — 18 февраля 1703, Никомедия, Малая Азия)      | Илона Зринская (1643, Очай, Хорватия — 18 февраля 1703, Никомедия, Малая Азия)      | Илона Зринская (1643, Очай, Хорватия — 18 февраля 1703, Никомедия, Малая Азия)      | Илона Зринская (1643, Очай, Хорватия — 18 февраля 1703, Никомедия, Малая Азия) |                                        |  |
|                                                                        |                                                                        |                                                                        |                                                                       |                                                                       |                                                                                          |                                                                                          |                                                                                          |                                                                                          |                                                                                |                                                                                     |                                                                                     |                                                                                     |                                                                                |                                        |  |
|                                                                        |                                                                        |                                                                        |                                                                       |                                                                       |                                                                                          |                                                                                          |                                                                                          |                                                                                          |                                                                                |                                                                                     |                                                                                     |                                                                                     |                                                                                |                                        |  |
|                                                                        |                                                                        | Юлиана Ракоци (сентябрь 1673 — 1717)                                   | Юлиана Ракоци (сентябрь 1673 — 1717)                                  |                                                                       | Ференц Ракоци II (27 марта 1676, Борши — 8 апреля 1735, Родосто, (-{Tekirdağ}-), Турция) | Ференц Ракоци II (27 марта 1676, Борши — 8 апреля 1735, Родосто, (-{Tekirdağ}-), Турция) | Ференц Ракоци II (27 марта 1676, Борши — 8 апреля 1735, Родосто, (-{Tekirdağ}-), Турция) | Ференц Ракоци II (27 марта 1676, Борши — 8 апреля 1735, Родосто, (-{Tekirdağ}-), Турция) |                                                                                | Шарлотта Амалия Гессен-Ванфридская (8 марта 1679, Ванфрид — 18 февраля 1722, Париж) | Шарлотта Амалия Гессен-Ванфридская (8 марта 1679, Ванфрид — 18 февраля 1722, Париж) | Шарлотта Амалия Гессен-Ванфридская (8 марта 1679, Ванфрид — 18 февраля 1722, Париж) |                                                                                |                                        |  |
|                                                                        |                                                                        |                                                                        |                                                                       |                                                                       |                                                                                          |                                                                                          |                                                                                          |                                                                                          |                                                                                |                                                                                     |                                                                                     |                                                                                     |                                                                                |                                        |  |
|                                                                        |                                                                        |                                                                        |                                                                       |                                                                       |                                                                                          |                                                                                          |                                                                                          |                                                                                          |                                                                                |                                                                                     |                                                                                     |                                                                                     |                                                                                |                                        |  |
|                                                                        |                                                                        |                                                                        |                                                                       |                                                                       | Йозеф Ракоци (17 августа 1700 — 10 ноября 1738)                                          | Йозеф Ракоци (17 августа 1700 — 10 ноября 1738)                                          | Йозеф Ракоци (17 августа 1700 — 10 ноября 1738)                                          | Йозеф Ракоци (17 августа 1700 — 10 ноября 1738)                                          | Дьёрдь Ракоци (8 августа 1701 — 22 июня 1756)                                  | Дьёрдь Ракоци (8 августа 1701 — 22 июня 1756)                                       | Дьёрдь Ракоци (8 августа 1701 — 22 июня 1756)                                       | Дьёрдь Ракоци (8 августа 1701 — 22 июня 1756)                                       |                                                                                |                                        |  |
|                                                                        |                                                                        |                                                                        |                                                                       |                                                                       |                                                                                          |                                                                                          |                                                                                          |                                                                                          |                                                                                |                                                                                     |                                                                                     |                                                                                     |                                                                                |                                        |  |
|                                                                        |                                                                        |                                                                        |                                                                       |                                                                       | Мария Элизабета Ракоци (1736—1780)                                                       | Мария Элизабета Ракоци (1736—1780)                                                       | Мария Элизабета Ракоци (1736—1780)                                                       | Мария Элизабета Ракоци (1736—1780)                                                       | Дьёрдь (1740 — 28 марта 1743)                                                  | Дьёрдь (1740 — 28 марта 1743)                                                       | Дьёрдь (1740 — 28 марта 1743)                                                       | Дьёрдь (1740 — 28 марта 1743)                                                       |                                                                                |                                        |  |